# Soul Bang's
Soul Bang's de son vrai nom Souleymane Bangoura, né en 1992 à Conakry en Guinée, est un chanteur guinéen. Il chante en anglais, en français, ainsi qu'en langues sossou, poular et malinké.

## Biographie
Né en 1992 en Guinée, fils de Fatoumata Camara et Morlaye Bangoura, Souleymane Bangoura grandit à Conakry. Dès l’école primaire, il est attiré par la musique notamment pour le chant. Il a pour références les artistes Américains comme Craig David et R. Kelly qu'il va prendre l’habitude d'imiter.
À 11 ans, il rejoint un groupe de rap local baptisé Micro Mega avec lequel il participe à ses premières compétitions culturelles, ces événements qui rythment et structurent l’activité musicale en Guinée. En 2007,  il décide de quitter cette aventure collective pour suivre un chemin plus personnel.
Bien que sa famille désapprouve fortement son choix de se consacrer à la musique, il profite de vacances scolaires en 2008 pour aller au Sénégal afin de prendre le pouls musical de Dakar, où il reste quatre mois, et dont il revient avec l’enregistrement d’une chanson.
Après avoir été présenté à Kemo Kouyaté, multi-instrumentiste guinéen, aussi soutenu par Abdoulaye Diabaté, un autre musicien avec lequel il poursuit son apprentissage de la guitare, il commence avec le titre Amassen une reprise de la chanson With You du chanteur américain Chris Brown en soussou.
Étudiant à l’Institut Supérieur de l’Information et de la Communication (ISIC) en 2011, il sort son premier album, Dimedi, qui lui permet de remporter deux trophées aux K7 d’or (Meilleur Album et Meilleure Voix Soul). 
Il enchaîne dès l’année suivante avec un projet de mixtape qui se transforme en album, avec pour titre Évolution.
En avril 2014, il participe, au Nigeria, à la chanson collective Break The silence en soutien aux jeunes filles enlevées par le groupe Boko Haram, puis à Dakar avant de participer au concert « Ebola : tous ensemble vers la victoire » réunissant des artistes à Conakry en 2015 tels que Wizkid, Kiff No Beat, Azaya, ou Sia Tolno. La même année, il remporte le concours Impulse It organisé en France destiné à promouvoir les talents de demain de la culture afro-caribéenne.
En 2016, il est primé au Prix Découvertes RFI qui avait comme président de jury le rappeur français d’origine haïtienne, Kery James.
En février 2017, sort l'album Cosmopolite, suivie par le concert dédicaces sur l’esplanade du Palais du peuple de Conakry ; ceci lui permet d’être distingué dans deux catégories aux Guinée Music Awards.
Après le succès de ses trois précédents albums Dimedi, Évolution vol.1 et Cosmopolite, le 1er janvier 2019, il sort son quatrième album Yelenna préparé en partie en Côte d’Ivoire et coarrangé par le tandem Hernani Almeida (guitariste capverdien) – Akatché (beatmaker sénégalais), il s’inscrit dans le genre mandingue, tout en préservant l’identité vocale du chanteur[réf. souhaitée]. Un concert est organisé à Conakry le jour de la sortie de l'album, un duo avec Manamba Kanté, une des filles de Mory Kanté, dont il produit le premier album sorti en avril 2019.

## Discographie

### Single
- 2014 : Relève-toi Fria feat. Petit Kandia, Konko Malela[10]

### Collaborations
Soul Bang’s est sollicité par d'autres artistes pour des featurings : Yoriken de Methodik, Takana Zion, Mamdi de Silatigui, Phaduba du collectif MAS et Makovi du crew Raisonable Djelly (Guinée), mais aussi Disiz la Peste (France/Sénégal), Medal King (Sierra Leone), le crew La Section (Gabon), et bien d’autres encore.

## Tournée
Le chanteur participe au Femua en Côte d’Ivoire et effectue une tournée africaine qui passe par une dizaine de pays (Mali, Sénégal, Rwanda, Bénin, Ghana, Tchad…)[source insuffisante].

## Prix et reconnaissances
- 2011
  - No 1 du Top 10 musical de Guineenews.com pendant tout le mois de juillet avec le morceau Amassen
  - Meilleur Album avec Dimedi
  - Meilleure Voix Soul aux K7 d’Or Guinée 2011
  - Meilleur Artiste RnB aux Guinée Music Awards 2011
- 2015 :  Lauréat du concours Impulse It 2015[5]
- 2016 :  Lauréat du Prix découvertes RFI (France)
- 2017 :  deux catégories aux Guinée Music Awards[6]
- 2019 : Meilleur Album de l’année avec Yelenna lors des VDMG,
- 2019 : Meilleur Artiste Masculin de l’année lors des VDMG,
- 2020 :  Meilleur artiste de la francophonie de l'année de l'Africain entrertainment awards[14].
- 2021 : Meilleure Chanson de l’année avec Loubé en feat avec Manamba Kanté lors des VDMG,
- 2024 : meilleure collaboration musicale de l’année pour le titre comment allez vous feat Black M , MC Freshh , Maxim BK , Dépotoir, Melangeur et Straiker[15].